# Pavel Válek
Pavel Válek (* 4. dubna 1978 Plzeň) je vodohospodářský odborník, manažer, investor a bývalý rozhodčí házené.

## Vzdělání
Vystudoval České vysoké učení technické v Praze, kde získal v roce 2013 titul Ing. v oboru vodní stavby a vodní hospodářství.[zdroj?] V roce 2015 získal na Central European Management Institut v Praze titul Executive MBA.[zdroj?]

## Kariéra
Během vysokoškolského studia externě pracoval pro DHI Česká republika.[zdroj?] Po dokončení studia začal pracovat v nadnárodní inženýrsko-konzultační společnosti Mott MacDonald, v jejíž pražské pobočce byl odpovědný za obchodní aktivity a rozvoj v sektoru vodní hospodářství, odpadové hospodářství, životní prostředí a dotací Evropské unie v České republice a na Slovensku.[zdroj?]
V listopadu 2011 nastoupil do poradenské společnosti Grant Thornton Advisory na pozici Senior Manažera jako service line leader Projektového financování v pražské pobočce. Od ledna 2013 do konce roku 2018 byl v Grant Thornton Advisory partnerem a jednatelem, odpovědným za marketing, provoz a interní procesy, stejně jako za obchodní a rozvojové aktivity veřejné a státní správy. Zároveň byl hlavním expertem v oblastech vodárenství a odpadové hospodářství.
Od ledna 2019 je předsedou představenstva Pražské vodohospodářské společnosti a.s. V listopadu 2023 obhájil v otevřeném výběrovém řízení svoji pozici.
Je místopředsedou pracovní skupiny pro vodárenství v rámci sekce životního prostředí při Hospodářské komoře České republiky[zdroj⁠?!] a náhradníkem jejího zástupce ve Výboru pro koordinaci regulace oboru vodovodů a kanalizací. Od dubna 2019 je předsedou rady Asociace vlastníků páteřní vodárenské infrastruktury.  Od června 2019 je členem představenstva Sdružení oboru vodovodů a kanalizací ČR, od června 2020 pak jeho 1. místopředsedou. 
Pravidelně přednáší na významných domácích i mezinárodních konferencích v sektoru vodního hospodářství.[zdroj?]

## Podnikání
V roce 2016 založil start-up projekt, zaměřený na dálkové odečty energií. Společnost IoT.water s.r.o se zaměřuje na vývoj v oblasti odečtových technologií, dálkových přenosů a vývoje mobilních aplikací v síťových odvětvích. Společnost v roce 2019 prodal. 

## Házená
Od žákovských let hrál házenou na 18. ZŠ v Plzni – SSK Talent M.A.T. Plzeň a poté za TJ Lokomotiva Plzeň.
Od roku 1993[zdroj?] byl házenkářským rozhodčím, mezinárodním rozhodčím pak od roku 2006.[zdroj?] Ve své kariéře se zúčastnil šesti mistrovství světa (2007 – MS dorostenců v Bahrajnu, 2008 – Akademického MS v Itálii, 2009 – MS mužů v Chorvatsku, 2009 – MS žen v Číně, 2010 – Akademického MS v Maďarsku, 2011 – MS juniorů v Řecku, 2012 – MS juniorek v České republice, 2015 – Univerziáda v Jižní Koreji, 2015 – kvalifikace OH v Kataru, 2016 – MS juniorek v Rusku) a čtyř mistrovství Evropy (2008 – ME juniorů v České republice, 2010 – ME žen v Dánsku/Norsku, 2012 – ME žen v Srbsku a 2014 – ME žen v Maďarsku/Chorvatsku). Rozhodcovskou kariéru ukončil v roce 2021.

## Rodina
Je ženatý. Jeho žena se jmenuje Marie. Pár má spolu tři syny[zdroj?] a žije v Praze.[zdroj?]